# Quand les étoiles rencontrent la mer
Quand les étoiles rencontrent la mer is een Malagassische film uit 1996. De film werd geregisseerd door Raymond Rajaonarivelo en ging in première op 12 september 1996 op het Internationaal filmfestival van Toronto.

## Synopsis
In Madagaskar wordt gedacht dat een kind dat tijdens een zonsverduistering geboren wordt, destructieve krachten in zich heeft. De gewoonte is dan ook dat hij door zijn vader wordt achtergelaten bij een kudde vee waarna hij zal vertrappeld worden. Een jongen wiens moeder stierf bij zijn geboorte wacht hetzelfde lot, maar hij wordt gered door een jonge kinderloze vrouw. Ze noemt hem Kapila. Hij groeit op tot een vriendelijke maar bange jongeman, in feite een verstekeling in het leven, die vermoedelijk de mensen om hem enkel kwaad kan berokkenen. Zijn adoptiemoeder weeft de lijkwaden waarin de Malagassiërs hun voorouders begraven, terug opgraven en dan ten slotte in herbegraven en Kapila draagt zo een lijkwade tot zijn ultieme bevrijding. Parallel aan zijn beschermende adoptiemoeder, komt Kapila op sommige belangrijke momenten een wraakzuchtige, blinde oude vrouw tegen, die hem tergt dat hij zijn destructieve lot niet kan ontlopen en ze geeft hem een staf van wraak. Ze zou een bilo, een dode geest die Kapila's lichaam bezit, een geest van een van zijn voorouders (misschien zijn moeder) of een tovenares kunnen zijn. Ze vormt zonder twijfel ook een onderdrukt deel deel van Kapila's psyche, als het ware een schaduw, woedend dat de maatschappij hem heeft gebrandmerkt als de bron van onheil. Kapila moet aan een reis beginnen om zijn ware identiteit en doel te ontdekken. Kapila verlaat zijn adoptiemoeder en vliegt op de vleugels van een havik over een uitgestrekte woestenij naar zijn geboortedorp. Daar confronteert hij zijn vader, de dichter, een gek die denkt dat hij weg kan vliegen uit de menselijke wreedheid en zijn eigen schuldgevoel. Hij vertelt zijn zoon dat zijn krachten slechts een instrument zijn van de wil van de natuur. De dorpelingen, onder leiding van een hypocriete christelijke priester en een traditionele waarzegger, jagen Kapila op als een dier. Hij wordt gered door Fara, een mooie jonge vrouw die ook een buitenbeentje is zoals hijzelf. Walgend door de kringloop van haat, beklimt Kapila de berg van zijn voorouders en gooit hij de toverstaf eraf. Dit ontketent per ongeluk een zuiverende zondvloed die het dorp vernietigt. Hierdoor heeft hij ironisch genoeg zijn lot vervult. De liefde en toewijding van Kapila en Fara om letterlijk en symbolisch te leven, vernietigen de oude kringloop van het lot; de dorpelingen die elke voorspelling doen uitkomen door het vasthouden aan hun geloof in het lot. Opnieuw probeert Kapila's vader hem te doden door hem te laten verpletteren door een kudde vee, maar wanneer ze zien dat hij Fara omhelst, keren ze zich tegen zijn vader en doden ze hem. In de laatste scène van de film zien we Kapila en de zichtbaar zwangere Fara aan wal staan.

## Spelers
- Jean Rabenjamina
- Joseph Rainizatilehy
- Aimée Razatindrataranoa
- Louis Vahandanitra

## Prijzen en nominaties
- Genomineerd voor de Gouden beiaard (beste film) op het Filmfestival van Namen